# Miklós Németh
Miklós Németh (n. 24 ianuarie 1948, Monok, Districtul Szerencs, Borsod-Abaúj-Zemplén, Ungaria) a fost unul dintre liderii partidului muncitoresc maghiar (partidul comunist) care a ocupat postul de prim-ministru din 23 noiembrie 1988 până la 23 mai 1990.